# Lorenzo James Henrie
Lorenzo James Henrie (Phoenix (Arizona), 29 juni 1993) is een Amerikaans acteur. Hij speelde in diverse films en televisieseries, waaronder Paul Blart: Mall Cop 2, 7th Heaven en Fear the Walking Dead.
Henrie is het jongere broertje van acteur David Henrie.

## Filmografie

### Film
- 2004: Arizona Summer, als Jerry
- 2009: Star Trek, Vulcan Bully
- 2010: Almost Kings, als Ted Wheeler
- 2014: Riding 79, als Migue
- 2015: Paul Blart: Mall Cop 2, als Lorenzo
- 2015: Warrior Road, als Joseph
- 2019: Only Mine, als Tommy
- 2020: This Is the Year, als Josh

### Televisie
- 2004: Malcolm in the Middle, als Boy
- 2004: 7th Heaven, als Jeffrey Turner
- 2004: LAX, als Cody
- 2005: Ghost Whisperer, als Rat
- 2005: Wanted, als Eric Pretatorio
- 2006: Cold Case, als jonge Mike Valens
- 2007: CSI: Miami, als Justin Montavo
- 2010: NCIS: Los Angeles, als Evan Maragos
- 2014: An American Education, als Carlos
- 2015-2016: Fear the Walking Dead, als Christopher "Chris" Manawa
- 2016: Agents of S.H.I.E.L.D., als Gabe Reyes
- 2018: Kevin Can Wait, als Anthony